# Flavia Solva

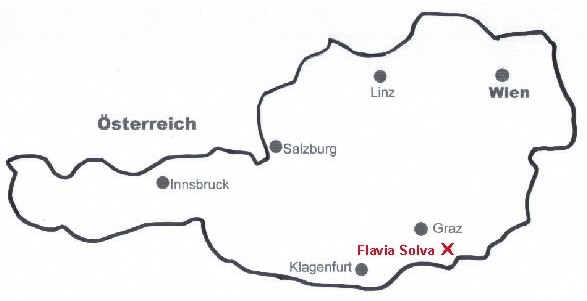
Lageskizze

Das Municipium Flavia Solva war eine Stadt in der römischen Provinz Noricum und liegt im Leibnitzer Feld bei Leibnitz in der südlichen Steiermark (Österreich).

## Lage
Heute befindet sich Flavia Solva auf freiem Feld etwa 40 Kilometer südlich der steirischen Landeshauptstadt Graz auf dem Gebiet der Marktgemeinde Wagna. In römischer Zeit lag sie im Südosten der Provinz Noricum, am Westufer der Mur. Der Fluss war auch die Verbindung an das römische Straßennetz, die Bernsteinstraße verlief südöstlich der Stadt und verband Carnuntum mit Aquileia. Flavia Solva ist von eher unwegsamem Hügelland umgeben. Dies behinderte die Verkehrsanbindung.

## Geschichte

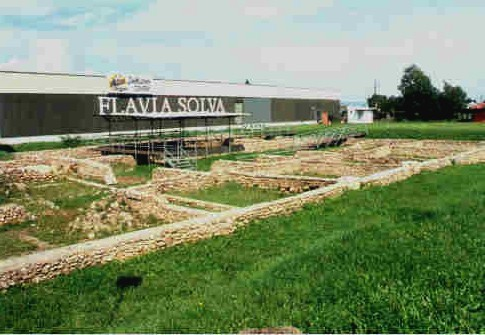
Flavia Solva (2004)

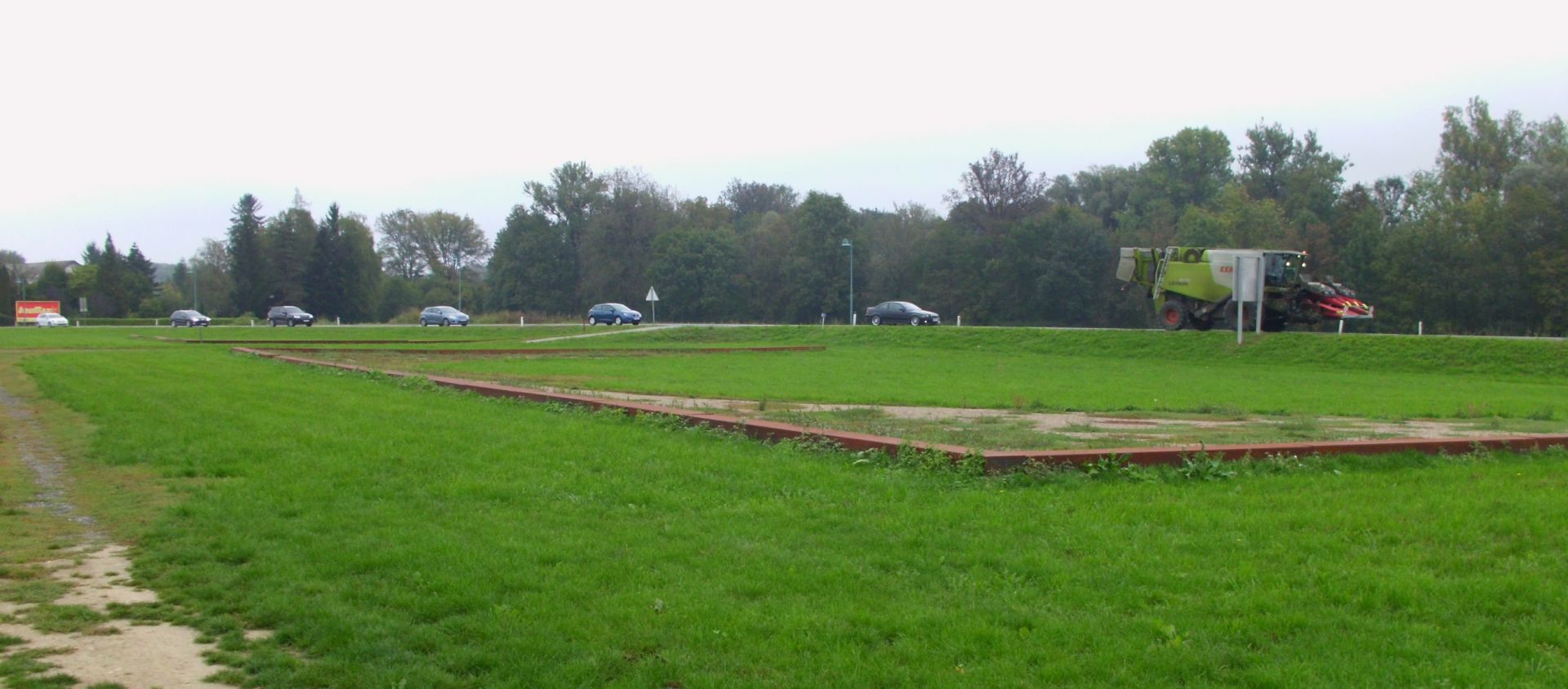
Gekennzeichneter Verlauf römischer Häuserblocks (2013)

An der Stelle der späteren Stadt Flavia Solva wurde in augusteischer Zeit eine erste Siedlung angelegt. Die Region um Solva galt früher als Siedlungsgebiet des norischen Stammes der Uperacii. Ein Hauptort dieses Stammes dürfte sich auf dem benachbarten Frauenberg befunden haben. In spätaugusteischer Zeit, nach der Okkupation Noricums durch das römische Reich, wuchs die neu gegründete Siedlung an der Mur zum vicus, es ist Holzbebauung mit unbekannter Ausdehnung ergraben. In claudischer Zeit dürften hier auch die Bewohner der nahegelegenen Siedlung auf dem Frauenberg, die damals aufgegeben wurde, angesiedelt worden sein.
Von Kaiser Vespasian wurde die Siedlung, zusammen mit etlichen pannonischen Siedlungen, die sich im Vierkaiserjahr 69 n. Chr. loyal verhielten, zur Stadt erhoben und hieß nun nach der Herrscherfamilie der Flavier Municipium Flavia Solva. Solva war der alte illyrische Name für den Fluss Sulm. Die alte Siedlung wurde eingeebnet und nach italischem Vorbild als Planstadt neu angelegt. Das Stadtzentrum bestand aus Steinbauten, während an der Peripherie die Häuser eher aus Holz und Lehmfachwerk bestanden. Eine Stadtmauer besaß die Stadt wahrscheinlich nicht.
Ausgrabungen ergaben an öffentlichen Gebäuden nur ein langovales Amphitheater. Das Forum, lange Zeit unbekannt, wird heute im Bereich der insulae 25 und 26 vermutet. Hier lagen auch die Thermen. Heiligtümer sind bisher unbekannt, allerdings gehörte der große Kultbezirk am Frauenberg zu Flavia Solva. Wasserversorgungs- und Kanalsystem sind ebenfalls bisher nicht bekannt. Annahmen älterer Archäologen, die Stadt hätte über keine derartige Infrastruktur verfügt, werden heute bezweifelt, auch wenn es keine derartigen Funde gibt. Die bekannten Thermen in der Stadt wären aber alleine mit Brunnenwasser kaum zu versorgen gewesen, zudem boten die umgebenden Hügel reichlich Wasser.
Die einzelnen Insulae beherbergten meist Wohn- und Gewerbe-Einheiten. Nachgewiesen ist etwa der Guss von Bronzefibeln. Rund 30 bebaute Insulae sind bekannt.
Nördlich des Forums befand sich ein Viertel mit Werkstätten, während im Süden vorwiegend großzügige Wohnhäuser standen.
Eine Zerstörungsschicht im archäologischen Befund, die auf die Jahre um 170 datiert wird, wurde traditionell oft auf die Markomannenkriege zurückgeführt. Die Germanen könnten die Stadt zum Beispiel 170 auf ihrem Durchzug nach Aquileia zerstört haben. Diese Deutung ist jedoch umstritten und nach aktuellem Forschungsstand beschränkt sich diese Brandschicht auch auf überschaubare Teile der Stadt. Die Bevölkerungszahl dürfte in diesen Jahren aufgrund der damals umgehenden Pest abgenommen haben. Die Insulae-Einteilung im Zentrum wurde möglicherweise teilweise aufgelöst.
Nach 275 sind größere Umbauten nachweisbar. Für die unruhige Zeit im restlichen 3. und im 4. Jahrhundert sind keine Zerstörungen nachweisbar. Im Gegenteil gab es Ende des 3./Anfang des 4. Jahrhunderts einen wirtschaftlichen Aufschwung, es kam zu größeren Umbauten der Wohngebäude mit teils luxuriöser Ausstattung. Genaue Datierungen sind nicht möglich, jedoch dürfte die Stadt zumindest bis zur zweiten Hälfte des 4. Jahrhunderts durchgehend besiedelt gewesen sein.
Anfang des 5. Jahrhunderts ist die Stadt großteils verödet. Die Stadtbevölkerung könnte sich, wie in weiten Teilen Noricums, auf nahe Höhenzüge zurückgezogen haben, etwa den Frauenberg. Spätantike Besiedelung ist durch zwei Bleiplomben des Kaisers Markianos von 450 bis 457 und Tierfibeln nachgewiesen. Es gibt Hinweise, dass im späten 4. und frühen 5. Jahrhundert in Flavia Solva bzw. später am Frauenberg Militär stationiert war.

## Territorium
Zum Territorium von Flavia Solva gehörten mehrere vici, darunter die von Gleisdorf und Kalsdorf bei Graz.

## Ausgrabungen
Erste archäologische Untersuchungen fanden bereits im 19. Jahrhundert statt. Im frühen 20. Jahrhundert wurden großflächige Areale im Zuge von Grabungen durch das Landesmuseum Joanneum freigelegt. Mit der zunehmenden Verbauung in der zweiten Hälfte des 20. Jahrhunderts wurden zahlreiche Rettungsgrabungen nötig. Im Jahr 1986 wurde der Archäologische Verein Flavia Solva gegründet, der die Erforschung und den Schutz der Stadtanlage zum Ziel hat.
Heute sind am Rand von Wagna nur wenige Fundamente sichtbar. Diese sind mit einem Pavillon auf Stelzen, in dem sich eine Konditorei und ein Eissalon befinden, überbaut und können besichtigt werden. Die Reste der Fußbodenheizung eines römischen Hauses sind zum Schutz vor Verwitterung und Vandalismus mit einer gläsernen Überdachung geschützt. Den Verlauf der Mauerreste und Häuserblocks im Boden hat man zum Teil mit Metallschächten auf dem Grabungsfeld gekennzeichnet. In Schloss Seggau bei Leibnitz kann man im Innenhof zahlreiche römische Grabsteine besichtigen. Im Jahr 2004 fand rund um diese Ausgrabungsstätten die steirische Landesausstellung statt.

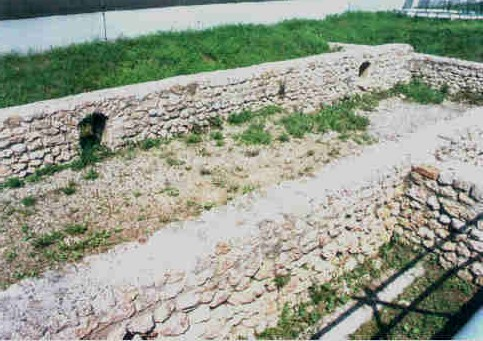
Grundmauern eines römischen Hauses (2004)
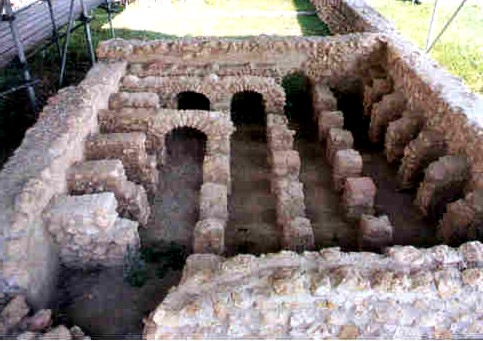
Fußbodenheizung (2004)
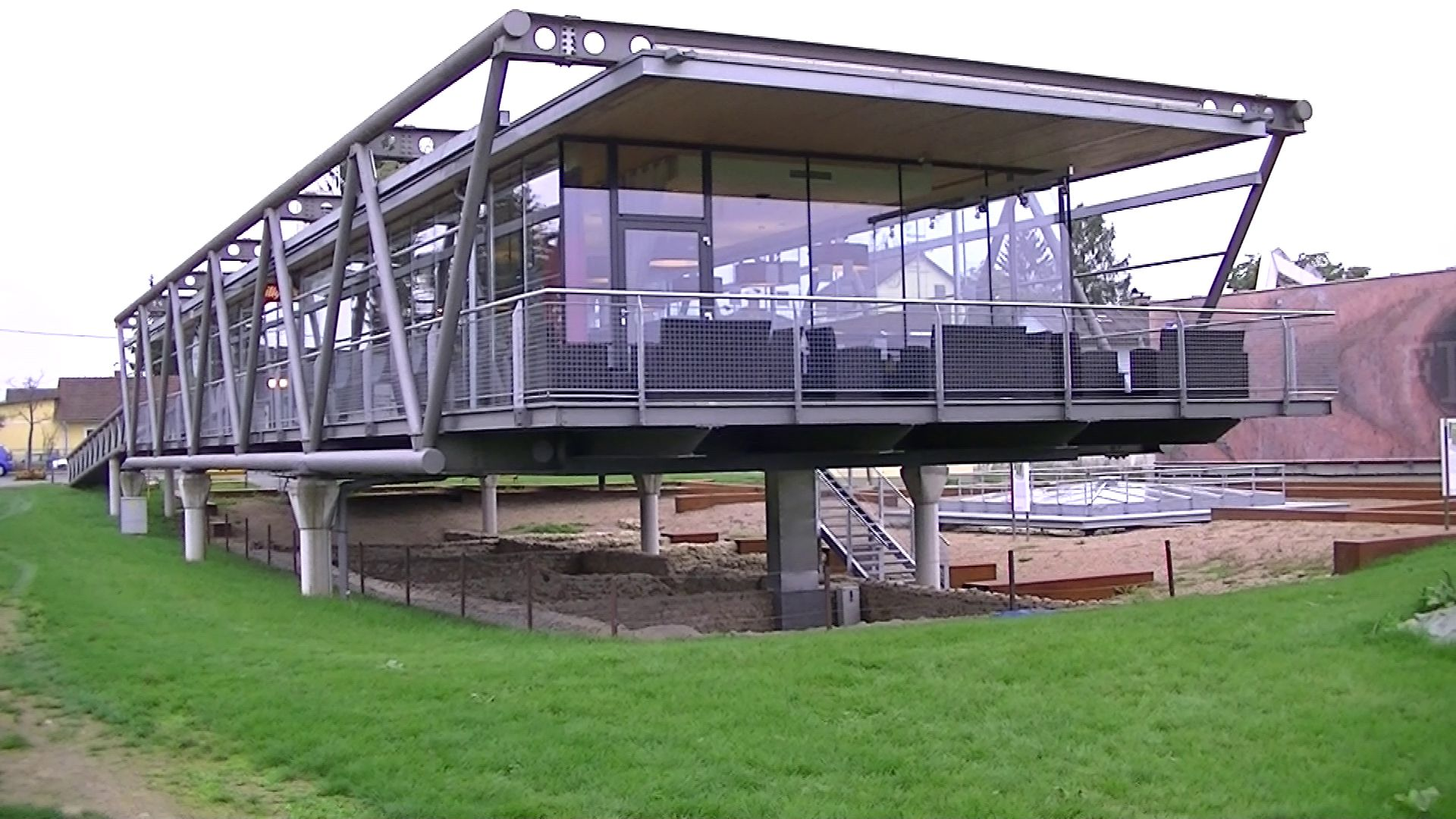
Eiscafé über römischen Ausgrabungen (2013)
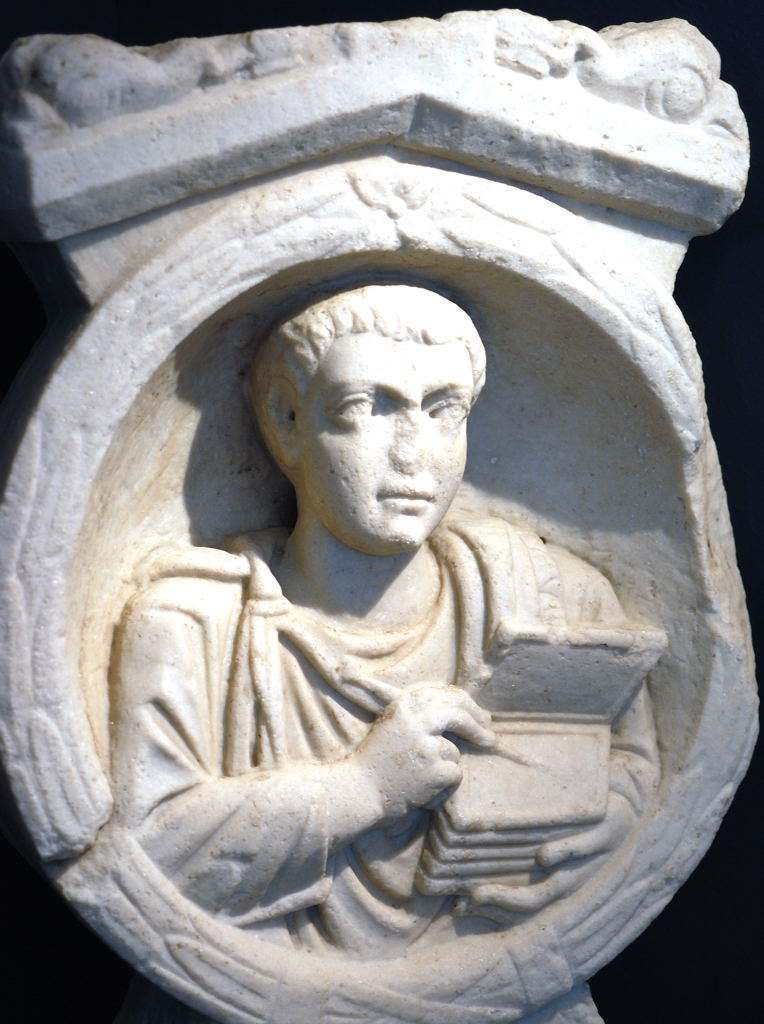
Halbrelief auf einer Säule in Flavia Solva